# Slippage
Slippage är en novellsamling av den amerikanske författaren Harlan Ellison, utgiven 1997 av Mark V. Ziesing i begränsad upplaga, och därefter av Houghton Mifflin i inbundet format och pocket. 
Samlingens titel betyder fritt översatt glidning, vilket också är temat. Mellan novellerna är en självbiografisk berättelse om författarens eget liv insprängd. Berättelserna spänner över flera genrer: Den skräckbetonade "She's a Young Thing and Cannot Leave Her Mother" refererar till legenden om Sawney Bean och i "The Man Who Rowed Christopher Columbus Ashore" och "Scartaris, June 28th" rör sig en gudalik varelse fritt genom tid och rum och påverkar historiens skeenden. Den förra nominerades till Nebulapriset 1994 och inkluderades i The Best American Short Stories 1993. I "The Pale Silver Dollar of the Moon Pays Its Way and Makes Change" blandas självbiografiska fragment med redogörelser för faktiska historiska händelser.
Två av texterna är samarbeten med andra författare: "The Dragon on the Bookshelf" skrevs tillsammans med Robert Silverberg och tv-manuskriptet "Nackles" bygger på en novell av Donald E. Westlake.
Samlingen vann Locuspriset 1998; även individuella noveller har vunnit priser (se nedan).

## Innehåll
- "Introduction: The Fault in My Lines"
- "The Man Who Rowed Christopher Columbus Ashore"
- "Anywhere But Here, with Anybody But You"
- "Crazy As a Soup Sandwich"
- "Darkness Upon the Face of the Deep"
- "The Pale Silver Dollar of the Moon Pays Its Way and Makes Change: Version 1"
- "The Pale Silver Dollar of the Moon Pays Its Way and Makes Change: Version 2"
- "The Lingering Scent of Woodsmoke"
- "The Museum on Cyclops Avenue"
- "Go Toward the Light"
- "Mefisto in Onyx" (Bram Stoker Award 1993 och Locuspriset 1994)
- "Where I Shall Dwell in the Next World"
- "Chatting with Anubis" (Bram Stoker Award 1995 och Deathrealm 1996)
- "The Few, the Proud"
- "The Deadly "Nackles" Affair" (essay)
- "Nackles" (av Donald E. Westlake)
- "Nackles" (teleplay)
- "Sensible City"
- "The Dragon on the Bookshelf" (av Harlan Ellison och Robert Silverberg)
- "Keyboard"
- "Jane Doe #112"
- "The Dreams a Nightmare Dreams"
- "Pulling Hard Time"
- "Scartaris, June 28th"
- "She's a Young Thing and Cannot Leave Her Mother"
- "Midnight in the Sunken Cathedral"